# Birgit Breuel
Birgit Breuel (Hambourg, 7 septembre 1937) est une femme politique allemande, membre de la CDU, directrice entre 1991 et 1994 de la Treuhand, un organisme public ouest-allemande chargé de la privatisation des entreprises de l'ex-RDA après la réunification, puis commissaire générale durant l'Exposition universelle 2000 à Hanovre.

## Biographie
Birgit Breuel est la  fille du banquier  Alwin Münchmeyer le Jeune  (1908-1990), propriétaire de la banque  Münchmeyer & Co à Hambourg et de Gertrud Nolte (1914-2007). Elle étudie les sciences politiques aux universités de Hambourg, Oxford et Genève, puis d'économie et de commerce à Hambourg. Elle rejoint la  CDU en 1966 et est élue membre du Parlement de Hambourg de 1970, jusqu'à sa démission le 28 juin 1978. De 1978 à 1986, elle est ministre de l'Économie et des Transports du Land de  Basse-Saxe, puis ministre des Finances de Basse-Saxe jusqu'en 1990. 
En 1990, elle devient vice-présidente de la Treuhand, l'organisme chargé de la privatisation des entreprises de la République démocratique allemande (RDA) après la réunification du pays. Birgit Breuel a sous sa responsabilité la mise en place des quinze directions régionales et de celle de Berlin-Est, gérant les entités de moins de 5 000 personnes salariées. Elle en devient ensuite présidente, succédant à Detlev Karsten Rohwedder, assassiné par la Fraction armée rouge. Elle est chargée de  réaliser des privatisations le plus rapidement possible et de fermer les firmes non rentables. Sa mission se termine fin 1994 lors la dissolution de la Treuhand. Elle sera très critiquée et détestée, surnommée « la femme la plus haïe d'Allemagne ».
Elle est commissaire générale de l'Exposition universelle 2000 de Hanovre.

## Documentaire
- Les dessous de la réunification allemande, documentaire pour Arte, 2018, réalisation : Inge Kloepfer et Jobst Knigge[7].